# Léopold August Warnkönig

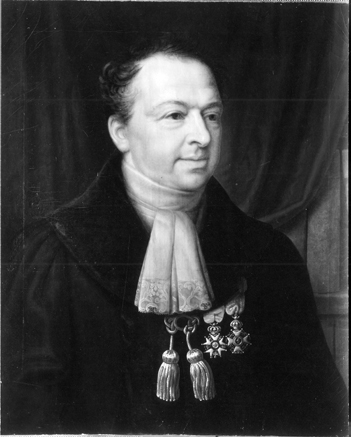
Portret van Leopold August Warnkönig, in de Galerie van professoren in Tübingen

Leopold August Warnkoenig (in hedendaagse Duitse spelling Warnkönig) (Bruchsal, 1 augustus 1794 - Stuttgart, 19 augustus 1866) was een Duits jurist, rechtshistoricus en historicus.

## Levensloop
Warnkönig studeerde aan de universiteit van Heidelberg bij onder meer Anton Thibaut en werd docent aan de universiteit van Göttingen.
In 1817 werd hij benoemd aan de Universiteit Luik en vanaf 1827 tot in 1830 doceerde hij aan de Rijksuniversiteit Leuven.
Hij werd vooral een specialist van de Pandecten en van de rechtsgeschiedenis en verwierf, in zijn tijd, een internationale reputatie.
Na de Belgische Revolutie werd hij in 1831 hoogleraar aan de Rijksuniversiteit Gent en bleef dit tot in 1836. In 1836 vertrok hij naar de Universiteit Freiburg im Breisgau, waar hij Natuur-, Staats- en Volkerenrecht doceerde, tot in 1844. Van die datum tot aan zijn emeritaat in 1856 doceerde hij Kerkelijk recht aan de Universiteit van Tübingen.
Warnkönig wijdde zich opmerkelijk snel in in de Belgische rechtsgeschiedenis en in de geschiedenis zonder meer. Hij publiceerde hierover talrijke werken, ook nadat hij weer naar Duitse universiteiten was teruggekeerd. Bij de publicatie van werken van hem in het Frans, kon hij vooral rekenen op de vertaalkunde van Albert Gheldolf, die de teksten van Warnkönig vaak aanvulde met eigen gegevens en commentaar.

## Publicaties

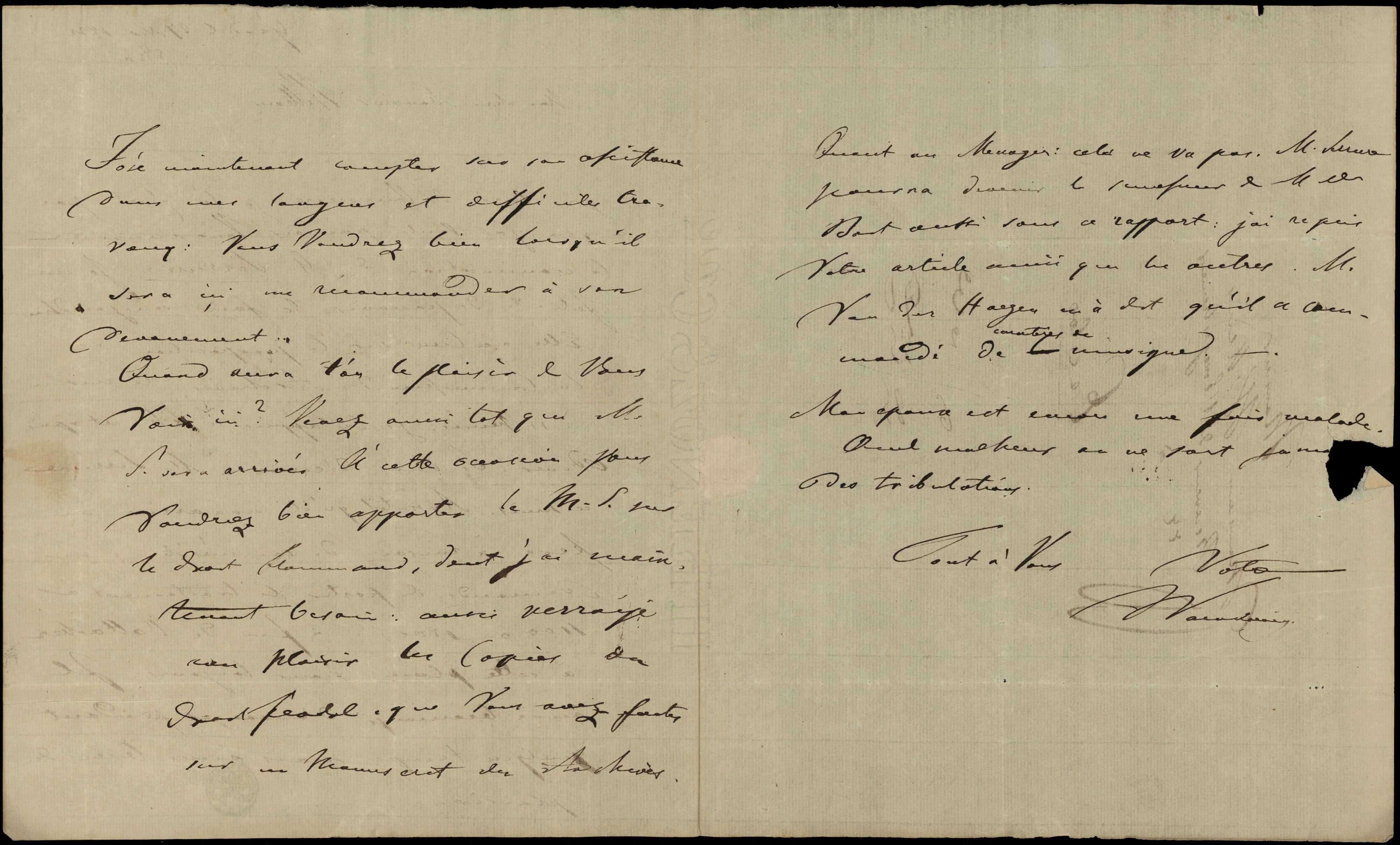
Brief van Warnkönig aan J.F. Willems (1832)

Zijn belangrijkste werk was Institutiones juris Romani over het Romeins recht.
- Institutionum seu elementorum juris romani privati, Libri quatuor, Luik, 1819.
- Versuch einer Begründung des Rechts durch eine Vernunftidee : ein Beytrag zu den neuern Ansichten über Naturrecht, Rechtsphilosophie, Gesetzgebung und geschichtliche Rechtswissenschaft, Bonn, 1819
- Commentarii juris Romani privati, ad exemplum optimorum compendiorum a celeberrimis germaniae jurisconsultis compositorum adornati / in usum academicarum praelectionum et studii privati, Luik, 1825-1829.
- Oratio de jurisprudentia gentium Europaearum una, eaque assiduo doctorum commercio colend, Leuven, 1828.
- Doctrina juris philosophica aphorismis distincta, in usum scholarum, Acquisgrani, 1830.
- Documents inedits relatifs à l'histoire des Trente-neuf de Gand, suivis d'éclaircissemens historiques sur l'origine et le caractère politique des communes flamandes, Gent, 1832.
- Documens inédits relatifs à l'histiore [sic] des Trente-neuf de Gand: suivis d'Eclaircicemens historiques sur l'origine et le caractère politique des communes flamandes, Gent, 1833.
- Institutiones juris Romani privati / in usum praelectionum academicarum vulgatae cum introductione in universam jurisprudentiam et in studium juris Romani, Bonn, 1834.
- Flandrische Staats- und Rechtsgeschichte bis zum Jahr 1305 / von Leopold August Warnkönig, Tübingen, 1835-1842.
- Histoire de la Flandre et de ses institutions civiles et politiques, jusqu'à l'année 1305, par L. A. Warnkoenig, traduit de l'allemand, avec corrections et additions de l'auteur, par A. E. Gheldolf, Brussel, 1835.
- Von der Wichtigkeit der Kunde des Rechts und der Geschichte der belgischen Provinzen für die deutsche Staats und Rechtsgeschichte : eine Rede, gehalten bei dem feierlichen Antritt seines Lehramts an der Universität Freiburg im Breisgau, Freiburg, 1836.
- Histoire externe du droit romain, à l'usage des élèves en droit, Brussel, 1836.
- Histoire du droit Belgique, contenant les institutions politiques et la législation de la Belgique sous les Francs, Brussel, 1837.
- Beiträge zur Geschichte und Quellenkunde des Lütticher Gewohnheitsrechts, Freiburg, 1838.
- Vorschule der Institutionen und Pandekten : ein Commentar zu den Einleitungen der lateinischen Lehrbücher des römischen Rechts des Verfassers, Freiburg, 1839.
- Rechtsphilosophie als Naturlehre des Rechts, Feiburg-im-Brisgau, 1839.
- Französische Staatsgeschichte, Bazel, 1846.
- Histoire constitutionnelle et administrative de la ville de Bruges et du pays du Franc, jusqu’à l’année 1305, Brussel, 1851
- Juristische Encyclopädie oder organische Darstellung der Rechtswissenschaft mit vorherrschender Rücksicht auf Deutschland : zum Gebrauch bei Vorlesungen und zum Selbststudium, Erlangen, 1853.
- Exposé historique et raisonné du conflit entre l'épiscopat et les gouvernements des territoires composant la province ecclésiastique du Haut-Rhin en Allemagne, Brussel, 1854
- Philosophiae juris delineatio, Tübingen, 1855
- Die Staatsrechtliche Stellung der katholischen Kirche in den katholischen Ländern des deutschen Reichs besonders im achtzehnten Jahrhunderts : eine rechtsgeschichtliche und rechtsdogmengeschichtliche Abhandlung, Erlangen, 1855
- Institutiones juris romani privati / in usum praelectionum academicarum vulgatae cum introductione in universam jurisprudentiam et in studium juris romani, Bonn, 1860.
- Commentarii iuris privati Romani, (in handschrift bewaard)
- Sur la ville de Damme au moyen-âge, z.p., z.d.
- Over het juist begrip en het regtsgeleerd gewigt van de zoogenaamde Universitas Rerum, z.n. z.d.